# Parque nacional de Valkmusa
El Parque nacional de Valkmusa (en finés: Valkmusan kansallispuisto) es un parque nacional en la región de Kymenlaakso en el país europeo de Finlandia. Fue establecido en 1996 y abarca 17 kilómetros cuadrados (6,6 millas cuadradas).
El parque nacional comprende tierras pantanosas, con carácter extraordinario que son representativas del sur de Finlandia. Más de 30 tipos diferentes de pantano se pueden clasificar en la zona.
El parque cuenta con una diversidad de aves. Hay una serie de especies de mariposas muy representativas en la zona, que comprende muchas especies en peligro de extinción. La especie símbolo del parque es la Idaea muricata.